# Piper cordatum
Piper cordatum är en pepparväxtart som beskrevs av C. Dc.. Piper cordatum ingår i släktet Piper och familjen pepparväxter. Inga underarter finns listade i Catalogue of Life.